# Pleurothallis archidonopsis
Pleurothallis archidonopsis är en orkidéart som beskrevs av Carlyle August Luer och Alexander Charles Hirtz. Pleurothallis archidonopsis ingår i släktet Pleurothallis och familjen orkidéer.
Artens utbredningsområde är Ecuador. Inga underarter finns listade i Catalogue of Life.